# Hanieh Tavassoli
Hanieh Tavassoli (en persan : هانیه توسلی), née le  4 juin 1979 à Hamadan, est une actrice iranienne du cinéma, du théâtre et de la télévision.

## Carrière
Diplômée en littérature théâtrale de l’université Azad de Téhéran, Hanieh Tavassoli commence sa carrière sur la scène de théâtre. Avec la série télévisée Gharibeh (Étranger) de Javad Ardakani, elle commence une carrière devant la caméra. 
Sham-e Akhar de Fereydoun Jeirani est son premier film au cinéma. Elle se lance ainsi dans le cinéma et démontre qu’elle est douée pour jouer des rôles de plus en plus sérieux. 

## Filmographie
- 2001 : Shame Akhar (Le Dernier Souper) de Fereydoun Jeirani
- 2001 : Assiri de Mohammad Ali Sajadi
- 2002 : Jayie Baraye Zendegui (Une place pour vivre) de Mohammad Reza Bozorgnia
- 2002 : Gahi Be Asseman Negah Kon (Parfois, regarde au ciel) de Kamal Tabrizi
- 2003 : Cafeh Setareh (Café Étoile) de Saman Moghadam
- 2004 : Zaman Mi-Istad (Le temps s’arrête) de Ali Reza Amini
- 2005 : Yek shab (Une nuit) de Niki Karimi
- 2007 : Ashegh (Amoureux) d'Afshin Sherkat
- 2013 : Le path exclusive de Mostafa Kyäie